# Wilhelmus Josephus Jongmans
Wilhelmus Josephus Jongmans, född 13 augusti 1878, död 13 oktober 1957,, var en nederländsk paleobotaniker och geolog.
Willem Jongmans var konservator vid Rijksherbarium i Leiden 1907–1919, avdelningschef vid geologiska undersökningen 1919–1924, direktör för Geologisch bureau voor het mijngebied 1924–1946 och professor i paleobotanik vid universitetet i Groningen från 1932. Jongmans, som intog en framskjuten ställning inom sitt fack, utgav ett stort antal arbeten, särskilt rörande karbonväxter och karbonstratigrafi.